# Аптека-музей (Киев)
Аптека-музей (укр. Аптека-музей) — музей в Киеве, экспозиция которого посвящена истории становления украинской фармацевтики и аптечного дела. Расположен на Подоле (историческом районе Киева).

## Общие сведения
В 1728 году немец Иоганн Гейтер открыл на Подоле неподалеку от Андреевского спуска первую в Киеве частную аптеку, патент на которую он получил по указу императора Петра ІІ от 28 июля 1728 года. После его смерти, в 1751 году, аптека перешла по наследству его вдове Анне Гейтер (во втором браке Анна Гюннигер). В том же году управлением аптекой занялся Георг-Фридрих Бунге, ставший впоследствии зятем Анны Г. и давший начало династии киевских фармацевтов. Будучи единственной частной аптекой в Киеве, она приносила Бунге большую прибыль (государственная аптека при госпитале была предназначена исключительно для военных). После подольского пожара 1811 года здание аптеки было перестроено в формах классицизма архитектором А. И. Меленским. Аптека просуществовала около 110 лет, до 1835 года, после чего дом был продан и переходил из рук в руки. 1983 году в этом помещении началась реставрация и создание аптеки-музея, открытие которой состоялось в 1986 году.
На первом этаже музея воссоздан интерьер аптеки XVIII—XIX веков. Здесь представлены аптечная посуда, мебель, стоматологические и хирургические инструменты и др. В подвале — несколько инсталляций: изба знахарки, келья монаха-травника, лаборатория алхимика.
|               |  |                   |  |                   |
| Здание музея. |  | Экспозиция музея. |  | Экспозиция музея. |